# Veligosti
Veligosti (grec: Βελιγοστή, abans de 1918, Σαμαρά, Samará) és una entitat de població de la unitat municipal de Falaisia, al municipi de Megalòpolis, a la unitat perifèrica d'Arcàdia, Grècia. Està situada a un turó no gaire alt, a l'esquerra d'un rierol que desaigua al riu Alfeu. És a 2 km a l'oest de Leondari, 3 km al nord d'Elinitsa, 4 km a l'est de Paradísia i 9 km al sud de Megalòpolis. La població, en descens, és de 61 habitants.

## Història
Veligosti fou fundada en temps de l'Imperi Romà d'Orient, i encara en romanen restes de la vila bizantina i d'una torre. El nom, en canvi, no és grec, i probablement seria d'origen eslau. Sota domini franc, després del 1205, s'anomenà Veligourt, i fou constituïda en la capital d'una de les dotze baronies originals per Jofré I de Villehardouin, segons que narra la Crònica de Morea. No se sap quan la van ocupar els romans d'Orient, però fou abans del 1300; els barons, de la família de la Roche, que governaven la senyoria de Damala, van continuar emprant el títol de barons de Veligosti, pel cap baix, fins a la victòria catalana a la batalla del riu Cefís el març del 1311; llavors, la dama de Damala va enllaçar amb els Zaccaria i només Martí Zaccaria consta en una moneda amb el títol de Veligosti.
Va pertànyer als romans d'Orient fins a 1460, quan va passar als otomans, sota els quals va perdre importància. Amb la decadència de la població es perdé el nom, i la vila passà a ser anomenada Samará, fins que el 1918 l'estat en canvià el nom pel de l'antiga Veligosti.